# Dohne
Eine Dohne ist eine Fangschlinge, die in Deutschland bis in das 20. Jahrhundert als Vogelfalle zum Fang von Singvögeln und Schnepfen Verwendung fand. 

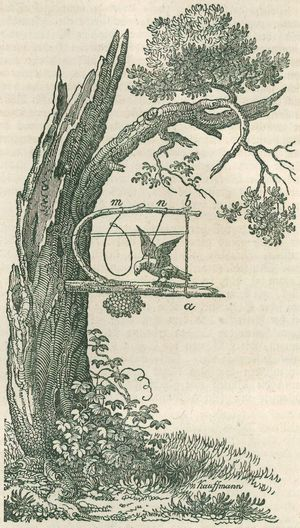
Dohne: Beim Bücken nach der Lockspeise (rote Vogelbeeren) gerät die Drossel in die Fangschlinge und erstickt (Darstellung aus dem 19. Jahrhundert).

## Etymologie
Das Wort Dohne scheint niedersächsischer Herkunft zu sein. Ferner waren die Begriffe Maschenschleifen, oberdeutsch Schneiden oder Schneißen, im Rheinland Baumgerichte und in Niedersachsen Snirren gebräuchlich. Analog dazu hieß der Dohnenstieg (auch Dohnenstrich) im Oberdeutschen das Schnaid oder Schnaat. Des Weiteren findet sich Häre.
Oft wurden Dohnen in großer Zahl einen Waldpfad entlang an den Bäumen befestigt. Dies bezeichnet man als Dohnensteig oder Dohnenstieg. Diese Bezeichnung hat sich mancherorts als Flurname erhalten.

## Bauart und Funktionsweise
Je nach Bauart unterscheidet man zwischen Bastdohnen, Bügeldohnen oder Erd- bzw. Laufdohnen. Als Materialien werden neben kleinen Zweigen vor allem Pferdehaare aus Schweif und Mähne, aber auch Lindenbast und Leinenfäden verwendet. Die Dohnen werden an Bäumen befestigt, „gelegt“ oder „gestellt“. Als Köder werden vor allem Vogelbeeren, aber auch andere Früchte verwendet.
Der Vogel wird durch einen Köder angelockt, die Schlinge zieht sich zu und der Vogel wird erhängt, sofern er nicht an den Beinen, jagdlich Ständer, gefasst wird. Dohnen werden daher im Unterschied zu anderen Fallen nur genutzt, um Vögel zum Verzehr zu fangen. Fanggeräte wie Rosshaarschlingen und andere Fallen werden auch heute noch – meist illegal – in verschiedenen süd- und westeuropäischen Ländern genutzt. Bevorzugtes Ziel der Fänger waren die Wacholderdrosselschwärme. Diese Vögel wurden im Volksmund als Krammetsvögel bezeichnet.

## Jagdrecht

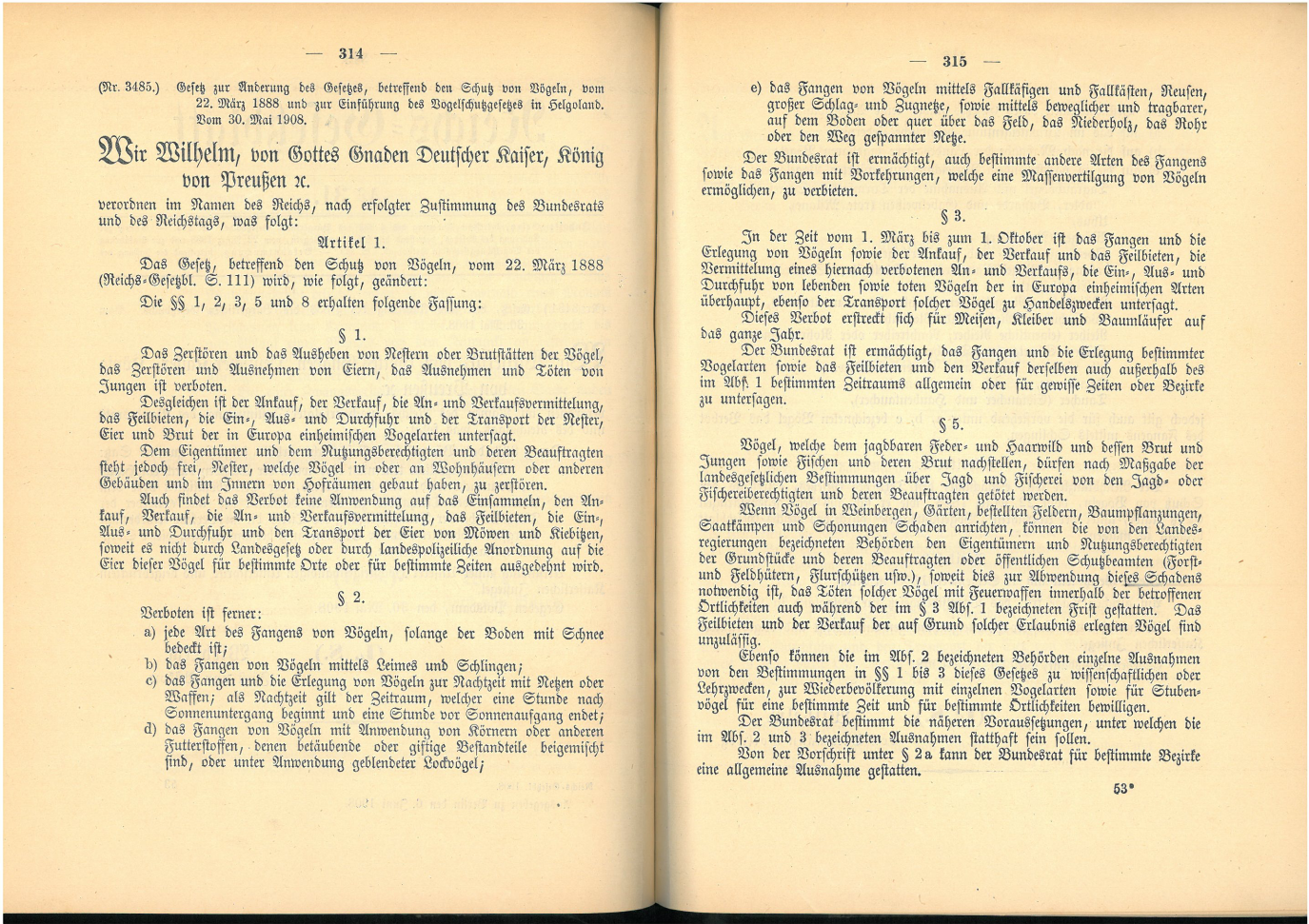
Gesetz zur Änderung des Gesetzes, betreffend den Schutz von Vögeln, vom 22. März 1888 und zur Einführung des Vogelschutzgesetzes in Helgoland. Vom 30. Mai 1908. RGBl. S. 314

„Das Fangen von Vögeln mittels Leimes und Schlingen“ ist in Deutschland seit 1908 gemäß § 2 I b) des damaligen Vogelschutzgesetzes verboten.
Besonders verbreitet war die Jagd im Osten des Deutschen Reichs, etwa in Ostpreußen. Im Ersten Weltkrieg, als der Vogelfang zur Nahrungsbeschaffung vorübergehend wieder erlaubt war, wurden bei einem Dohnenstieg bei Walkenried 20.755 Vögel getötet.
Nach § 19 Abs. 1 Nr. 5b des Bundesjagdgesetzes sind Vogelleim und Fallen verboten.